# Reed Erickson
Reed Erickson, född 1917 i El Paso, Texas, död 1992 i Mexiko, var en amerikansk transman mest känd för sin filantropi. Enligt sociologen Aaron H Devor, finansierade Erickson en stor del av arbetet under 1960 och 1970 när det gäller transsexualism i USA och, till en mindre grad, i andra länder.
År 1964 lanserade han Erickson Educational Foundation (EEF), en ideell filantropisk organisation som finansierades och styrdes helt av Erickson. EEF:s uttalade mål var "att ge hjälp och stöd i områden där den mänskliga potentialen begränsades av negativa fysiska, psykiska eller sociala förhållanden, eller där omfattningen av forskningen var för ny, kontroversiell eller fantasifull att få traditionellt stöd." Genom EEF Erickson tillfördes miljontals dollar till den tidiga utvecklingen av lesbiskas, homosexuellas, bisexuellas, transpersoners och queerpersoners (HBTQ) rörelser mellan 1964 och 1984. Förutom filantropi har EEF fungerat som en informations- och rådgivningsresurs för transsexuella, skapat ett nätverk av läkare och psykologer som skrev remisser, publicerade utbildningspamfletter för transsexuella och deras familjer och skapade kontakter med vårdpersonal, präster, personer inom rättsväsendet och akademiker.